# اچ‌ام‌اس اچ۴
اچ‌ام‌اس اچ۴ (به انگلیسی: HMS H4) یک زیردریایی بود که طول آن ۱۵۰ فوت ۳ اینچ (۴۵٫۸۰ متر) بود. این زیردریایی در سال ۱۹۱۵ ساخته شد.